# 新SD戰國傳 地上最強篇
新SD戰國傳 地上最強篇乃「新SD戰國傳」首章，承接「SD戰國傳系列」故事，為「SD戰國傳系列」的第五部作品。
故事人物刻意與前作劃分，以突顯「新SD戰國傳」這個主題。「地上最強篇」分為三部份，以三個國家——天宮之國、影舞亂夢、赤流火穩之勇者，在「光之三人眾」引導下，集齊「和魂」以使黑守暴穩島沉睡的頑馱無大光帝，解救受頑馱無闇大帝影響的故鄉。

## 故事

### 影舞亂夢篇
篇章講述當時影舞亂夢，正受亂黨「黃虎賊」肆虐。作為龍帝子孫的「白龍頑馱無」， 與龍牙一族遺民「青龍頑馱無」、神秘的軍師、義勇軍首領赤龍頑馱無，三人結成義兄弟以外， 更從化身成行商人的「臥龍頑馱無」手上，獲得三匹「天龍馬」。最後，三人以天龍馬， 使出絕技「翔破天誅彈」， 將黃虎璽消滅。三人乘著天龍馬，朝「黑守暴穩島」進發。
白龍、青龍、赤龍，分別以GP01-Fb、GP02A及RED WARRIOR（出現於「狂四郎」漫畫）， 由於三部MS面容各異，相信亦是選擇他們的原因。而另一個理由，是由於將GP03選為大光帝藍本，只有GP01及GP02不足夠湊成三人眾。

#### 義勇軍
- 白龍頑馱無（RX-78GP01-Fb Gundam Full Burnern "Zephyranthes"）

龍帝子孫，文武全才。愛用武器是「雙龍刀」，武學招式則有「龍牙斬」、「金剛破空斬」、「怒龍十字斬」。後來與青龍、赤龍結成義兄弟。
原型角色為劉備。
- 青龍頑馱無（RX-78GP02A Gundam "Physalis"）

出身世代皆為龍帝護衛的「龍牙一族」，然而該族剩下族人，已經為數不多。「地上最強篇」時，只剩下青龍一人。（「超機動大將軍篇」中，輝龍為其外甥，因此可以推斷「龍牙一族」並非只剩青龍一人，而是剩下青龍一支族人），手持「斷烈刀」與「逆鱗之盾」，後來與白龍、赤龍結成義兄弟。必殺技為烈風斬!
原型角色為關羽。
- 赤龍頑馱無（Red Warrior）

身份神秘、義勇軍領袖，亦為白龍頑馱無軍師，手持「火炎戟」，後來與白龍、青龍結成義兄弟。必殺技為灼熱彈!
據說認識「圓桌騎士」成員麗騎士。而麗騎士除了是「圓桌騎士」成員之一，更是「G-ARMS」中海賊騎士Red Warrior的祖先。（同時參考SD高達外傳 圓桌騎士編）
原型角色為張飛。
- 璽武砲弍（RGC-83 GM Cannon II）

為義勇軍的士兵，手持名為[刺股]的武器，背後有兩支火炮（說明書中是以量產登場，風雲錄中是以武將身份登場）
- 力闘璽武（RGM-79C Powered GM）

為義勇軍的士兵，手持薙刀（說明書中是以量產登場，風雲錄中是以武將身份登場）

#### 黃虎賊
- 黃虎璽（MSN-02 Zeong）

半人半虎的武人，擁有無賴性格、黃虎賊首領。殺害龍帝及龍牙一族，企圖征服全影舞亂夢。有著如鐵壁一樣的身體、愛用武器為大刀「邪獸劍」，必殺為[爆碎雷擊彈]。
單行本中，黃虎璽的前爪原本沒有披甲，後來由於虎掌被白龍削去，便以金屬爪甲代替。
原型角色為董卓。
四大頭目
- 地惡（PMX-003 THE-O）

四大頭目之一，擅長遁地術，裝備有頑強的鎧甲，左手「邪手甲」可用作挖地及發放必殺攻擊 ，其相貌醜陋因而用布遮蓋著。
- 毒激 （MS-14B Johnny Ridden's Gelgoog）

四大頭目之一。手持[毒魔刀]，全身擁有多件隱藏武器，後腦猶如毒蠍，有一毒名手鬼差須之牙，在白龍的[金剛破空斬]下斃命。
- 幻殺（MS-06R-2 Johnny Ridden's Zaku-II）

四大頭目之一，手握「妖鬼刀」，亦精通幻術。除了以力量作戰，亦重視計謀，必殺為[幻怪波]，個性陰險。
- 鐮厄（MSN-03 Jagd Doga）

四大頭目之一。對敏捷的身手非常自信，其刀名[真空刀]，後死於青龍手上。
土鬼（AMS-119S GEARA DOGA改）
地惡手下士兵。與地惡一樣擅於地中作戰，有頑強的鎧甲，劍及盾同時可作挖地使用。
鬼（AMS-119 GEARA DOGA）
黃虎賊旗下雜兵。基本裝備是裝有多種間器的鐵棒，可用作肉搏戰及投擲。背上更裝有飛彈，擁有令人意外的實力

### 天宮之國篇
天宮武者弓銃壹、激鬥、全武裝三人，為護衛負責開採金礦的巨炮、重銃，與前來搶掠的猛者一族發生戰鬥。不料妖怪「大蛇飛驅塞蟲」及其手下「九尾犬」四處破壞。最後「光之三人眾」之一新慈繪丸指引三人，使用「最強破壞炮」將魔物消滅。並沿隧道前往「黑守暴穩島」。
「大蛇飛驅塞蟲」是改編自日本傳說「八歧大蛇」， 九尾犬亦是日本傳說妖怪。由於日本古代盛產黃金，因此以開採金礦作開首。
而所謂「強化武具」， 名稱乃源自早期一套稀有補助零件「強代武具」。本作的頑馱無角色，全部以擁有重裝甲型態的高達為藍本。（F-91於MSV設定集中有重裝甲型態版本，重裝高達與FA高達均為高達的追加裝甲型態。）
- 武者衛府弓銃壱（F91 Gundam F91）

天宮之國西南方、不論帝惡村的少年武者，為了守護被猛者一族及大蛇飛驅塞蟲侵襲的村莊，與兒時玩伴激鬥及全武裝踏上旅程。除了精於劍術，弓銃壱亦一如名稱中的「弓銃」，擅使弓箭。
弓銃壱亦是BB戰士歷史中，唯一左撇子（模型盒面彩圖採用左手持盾、右手執劍的姿勢，是根據單行版本的設定，作品中弓銃壱由於右手受傷，才被逼使用左手。至於後來「傳說之大將軍編」中，弓銃壱的新型態烈光及新世大將軍盒面彩圖，以左手握刀，則為沿用此舊設定的結果。），也是之後"傳說之大將軍篇"劇情的主角。
角色原型來自須佐之男，所持和魂為勾玉型，原型是日本傳說三神器之一八尺瓊勾玉。
- 武者激鬥頑馱無（FA-78-2 HEAVY Gundam）

不論帝惡村武者，擅使雙刀與炮擊，說話尖酸，但重視友情的武者；變身為強化形態時會戴上護目鏡，以左肩的大型光炮進行強力炮擊，最強型態則是在右肩裝備全武裝頑馱無的大型光炮與二連光炮。
- 武者全武裝頑馱無（FA-78-1 FA Gundam）

不論帝惡村武者，個性冷靜，右手裝備著二連光炮，右肩同時也有一門大型光炮，但最強型態則是換裝激鬥頑馱無的格鬥肩甲，以裝備於兩臂的長劍進行格鬥。
- 巨炮（F71 G-Cannon）

礦工，背上重炮主要用來開路。
- 重銃（RGM-109 Heavygun）

礦工，手持盾牌，可以在巨炮開路時，與同伴組成盾陣前進，將飛彈的石塊擋開。

#### 猛者一族
- 猛者飛銀（XM-07 Vigna Ghina）

猛者一族首領。作為盜賊，與弓銃壱關係亦敵亦友。「支援魔獸·土蜘蛛」置於背上，亦可作分體攻擊。
「風雲錄」中，土蜘蛛為控制飛銀作惡的妖怪，飛銀與弓銃壹爭奪和魂期間，被大蛇飛驅塞蟲生吞，最後把和魂交于弓統壱後死去。說明書版本沒有交待去向，
遊戲「大將軍烈傳」中，只要全滅飛銀以外對手，或者對其說得，便會成為同伴。
飛銀的寄生獸「土蜘蛛」，原型既是指日本古代妖怪，也是對部份未有歸順朝廷的豪傑的別稱，有著呼應飛銀作為盜賊身份的寓意。
- 猛者射銳（XM-06 Dahgi Iris）

猛者一族副首領，「飛出槍」高手，特技為空戰，而且行動敏捷，可對敵人發動壓倒性攻勢。
有一妹「霞射銳」， 後來成為轟天旗下「自警團」成員。
- 猛者電毆（XM-01 Den'an Zon）

猛者一族士兵。有極多同伴，而且有著同樣簡單的頭腦。基本裝備為以電流攻擊對手的「電擊刀」。

#### 妖怪
- 大蛇飛驅塞蟲（MA-08 BYG-ZAM）

出現在天宮之國的八頭怪蛇，體型相當龐大，蛇頭大得足以一口咬住整個人，而且每個蛇頭，均可發射包括火炎、冰柱、雷電及光波等進行攻擊，直至弓銃壹等人將最強破壞炮組合後，才可將它消滅。
原型來自日本<古事記>與<日本書紀>記載的八歧大蛇。
- 九尾犬（NRX-055-1 BOUND-DOC[基捷專用機]）

飛驅塞蟲唯一手下，善用幻術的狐妖。
「大將軍烈傳」中，以九分身方式與玩家方對戰。
原型來自日本<古事記>副篇中、打敗素盞明尊的九尾犬。

### 赤流火穩篇
赤流火穩當時由鐘馗頑馱無管治，原本天下太平。只是一直對國家懷有野心及對鐘馗的政策有所不滿的臣子地獄牙兄弟，突然發動叛變。王子阿修羅、仁王、家臣不知火三人，在「光之三人眾」化身的同僚「龍．牙髓」指引下，三人更以合體技消滅亂臣。最後他們以光輝之盾，乘風破浪前往黑守暴穩島。
赤流火穩角色名稱、外形設計，令人聯想起經典動畫「天空戰記」。成員仁王及不知火，同樣以原作中以反派角色出場的高達為藍本。（F-90II在漫畫F90中被火星自護軍強奪，而高達MK-V則為S高達的敵對機體。）
- 阿修羅頑馱無（F90 Gundam F90）

赤流火穩國王、鐘馗頑馱無長子，積極進行修煉的武人，擅長的武器有荒神劍與神威之槍，必殺技為使用神威之槍劃出燄輪的「業火召輪斬」；擁有兩面神火之盾。
可與仁王、不知火合體為「三位一體」的攻擊型態。
角色原型為天空戰記的修羅王日高秋雅人，三位一體中阿修羅的騎乘型態，同樣是參考同一作品中，戰士會乘坐由鎧甲變成的飛行器進行高速移動。
- 仁王頑馱無（F90II-L Gundam F90II）

樂天知命，事事充滿好奇心， 阿修羅之弟，手持巨大的「飛鳥之盾」，得到龍．牙髓力量後，能與之合體變形成武器鳥型態，必殺技為「激刃迫擊斬」。
角色性格以及以鳥為守護獸，原型來自天空戰記的迦樓羅王麗牙。
- 不知火頑馱無（ORX-013 Gundam Mk-V）

重視傳統、政治觀保守的重臣，早在鐘馗頑馱無在位時已經仕官；手持「翔破之盾」，得到龍．牙髓力量後，能與之合體變形成武器獸型態，必殺技為「轟破旋烈斬」。
擅長機械，後來更為王子轟炎王， 製作「鋼鐵獅子」。
角色性格，原型來自天空戰記的闥婆王空也。
- 鐘馗頑馱無（RX-78-3 G3 Gundam）

赤流火穩國王、阿修羅、仁王兄弟之父。在位期間，手下地獄牙兄弟發動叛變而被封印在水晶球內，令國家陷入危機。在兩位王子阿修羅及仁王、以及大臣不知火合作下，終將亂事平定。最後將王位傳予阿修羅。是唯一知道大光帝的人。
- 璽武狙擊兵（RGM-79SC GM Sniper Custom）

- 璽武戰鬥兵（RGM-79GS GM Command Space Type）

- 地獄牙羅剎（XM-05 Berga Giros）

赤流火穩將領、夜叉之兄。天生工於謀略，亦極有野心，個性冷酷、重理智，即使要親人犧牲亦毫不在乎。武器:蟲戰輪
- 地獄牙夜叉（XM-04 Berga Dalas）

赤流火穩將領、羅剎之弟。力主以武力征服其他國家，與鐘馗頑馱無政見不同，因面與地獄牙羅剎起兵叛變。武器:夜叉擊劍
- 邪兵影銳（XM-03[B.V] Ebirhu-S[黑之部隊]）

原本是赤流火穩將領，地獄牙兄弟叛變後，亦應聲加入。
- 電毆擊（XM-02[B.V] Den'an Gei[黑之部隊]）

原本是赤流火穩將領，地獄牙兄弟叛變後，亦應聲加入。

### 黑守暴穩島篇
天宮、影舞亂夢、赤流火穩三國共九位勇者，終於渡海到達赤之十字星所在地——黑守暴穩島。眾人一到達星光所在，赫然發現一黑一白兩座巨大神像——沉睡中的闇大帝及大光帝。而手執「爭魂」的「闇之三人眾」早已搶先一步，將「爭魂」集合，令闇大帝甦醒。白龍、弓銃壱、阿修羅三人，在「光之三人眾」指引下，將「和魂」集結，使大光帝醒覺。兩大巨神互相角力，鬥得難分難解。最後大光帝為阻止闇大帝野心，與闇大帝一同飛向太陽，同歸於盡。（實際上兩人在過程中融合，成為結晶鳳凰。）
頑馱無大光帝（GP03S Stamen + GP03D Dendrobium ）
沉睡於黑守暴穩島、代表「光」的神明。由於島上出現不吉利的十字星，為解救各國面對邪惡力量侵擾的危機，下屬「光之三人眾」化身成不同身份，並引領三國勇者，集合「和魂」令其甦醒。
頑馱無闇大帝
沉睡於黑守暴穩島、代表「闇」的惡魔。為達成侵略各國的目的，闇大帝著令手下「闇之三人眾」在各國挑起紛爭，企圖阻止光之三人眾，令大光帝復活。後來在收集三人「爭魂」後完全甦醒。

#### 光之三人眾
- 臥龍頑馱無（RX-93 ν Gundam）

光之三人眾之一。化身成旅商人，將三匹「龍馬」贈予白龍三兄弟。
角色原型為「諸葛亮」。
- 新慈繪丸（RGM-89 Jegan）

光之三人眾之一。化身礦工。
- 龍．牙髓（RGZ-91 Re-GZ）

光之三人眾之一。為指引阿修羅一行人，成為鍾馗頑駄無臣下。
成為赤流火穩官員時的型態，原形來自「天空戰記」中的龍王龍馬。

#### 闇之三人眾
- 闇殺斬火射 （MSN-04 Sazabi，代表黃虎璽）

闇之三人眾之一。為使闇大帝復活，指使黃虎璽肆虐影舞亂夢。後來被打敗的黃虎璽的靈魂附身於其身上。
由於與日後BB戰士三國傳中的司馬懿有著多樣相似設定（原型機、角色身份性格），推定原型角色為司馬懿。
- 闇劍振風暴 （MS-18E Kämpfer，代表大蛇飛驅塞蟲）

闇之三人眾之一。為使闇大帝復活，暗中操控大蛇飛驅塞蟲破壞天宮，同大蛇飛驅塞蟲的靈魂融為一體。
- 闇砕崩 （AMX-011S Zaku III Custom，代表地獄牙兄弟）

闇之三人眾之一。為使闇大帝復活，煽動地獄牙兄弟發動叛亂。後來將被打敗的兩人之怨念，轉化成力量。擁有巨大的軀體。

## 用語
影舞亂夢
位處天宮之國西方，BB戰士三國傳發生地：三璃紗的前身。設計概念來自中國。最早出現於「武者七人眾」中，為精太故鄉（當時仍然只稱為「西方某國家」， 專用裝備「麒麟之神器」亦是屬於故鄉。）， 後來「天下統一篇」中，其父武神， 被稱為「異國武者」， 往後成為所有天宮以外的角色的代名詞。同時，亦由於武神有「黑中帶紅」的眼珠，此標記亦為日後所有影舞亂夢武者承襲。
而且，統計歷年商品化的異國武者， 影舞亂夢角色為眾人之首（武神、精太、二代目將頑馱無、白龍、青龍、紅龍、白龍大帝、輝龍、雷龍、蒼天丸、紅天丸、神槍丸、劍豪武者精太、混血兒嵐丸）， 而且幾乎每個篇章都至少有一位角色。相信與BB戰士在華文社區中頗受歡迎有關。
由於「地上最強篇」中，黃虎賊、白、青、紅、臥龍位頑馱無，與黃巾賊、劉關張及諸葛亮極之類似，所以有人會將改編自「三國演義」的「BB戰士三國傳」互相比較。亦可能是製作單位不希望「三國傳」興「影舞亂夢編」有角色重疊，例如代表劉關張改用不同原型機為藍本（白龍與青龍的原型機GP01及GP02，三國傳改為孫堅、孫策父子。），同時黃虎賊亦改為董卓軍（黃巾軍在三國傳中已被董卓軍招安），同時放棄使用「黑中帶紅」眼珠。
國名Abram為出自遊戲「機動戰士鋼彈F91　方程式0122」之聯邦軍凱拉姆級戰艦「亞伯拉罕」，與「馬沙之反擊」中布拉度旗艦「拉·凯拉姆」屬於同等級。
參考
砂成之街（ｻﾅﾘｨのまち）
白龍從黃虎賊手中拯救的市街。
名稱「砂成」（サナリィ），來自F-91的「海軍戰略研究所」，簡稱サナリィ（S.N.R.I.: Strategic Naval Research Institute，曾開發F-91及RX-F91等高達系MS。
仙步岬（ﾌﾞｯﾎみさき）
黃虎賊根據地
名稱「仙步」（ﾌﾞｯﾎ），來自死亡先鋒控制的軍工企業「ブッホ・コンツェルン」，除製作基羅斯、維娜．基娜、拉夫列西亞等機體外，亦曾興建「宇宙巴比倫」，以及在其後製作海盜高達系列MS。
赤流火穩
赤流火穩與影舞亂夢不同，是「地上最強篇」才開始出現的國家，文化背景近似印度。因此類似印度人，黑色眼框較粗較厚， 眼角向內彎，而裝備方面， 多數只用面罩，少用頭盔。三國傳中，設定為益州南方的「南蠻」，孟獲高達、祝融高達、以及南蠻四天王等，都是赤流火穩的後代。

國名Albion來自「0083」、飛馬級戰艦「阿努比昂」。
參考
武里守勉城（ﾌﾞﾘｽﾍﾞﾝじょう）
赤流火穩南部國都，位處無限山脈及都臨屯之町中間。
名稱「武里守勉」（ﾌﾞﾘｽﾍﾞﾝ），來自澳州城市「布利斯本」（Brisbane）。0083小說中，曾描寫殖民衛星在該地南面墜落。
都臨屯之町（ﾄﾘﾝﾄﾝのまち）
鍾馗頑馱無出生地。
名稱「都臨屯」（ﾄﾘﾝﾄﾝ），來自「0083」中位於澳洲「特林頓基地」（トリントン基地），此處正是加圖強奪高達GP02A的地點。
無限山脈
分隔影舞亂夢及赤流火穩的延編山脈，僅在南方山岳側近，有一座「靈仙之洞窟」貫通兩地，由於交通不便，因此兩國交流亦相對貧乏。
赤十字星
地上最強篇中首次出現，作為凶兆象徵， 三國武者亦開始其斬妖除魔的旅程。
龍帝
影舞亂夢皇帝稱號，地位等同天宮之「大將軍」。後來「BB戰士三國傳」亦有使用。
國主
赤流火穩皇帝稱號，地位等同天宮之「大將軍」。「國主」一名在模型漫畫未有提及，只有遊戲「大將軍烈傳」中記載。
和魂/爭魂
「和魂」為大光帝甦醒的關鍵，分別由白龍、弓銃壱及阿修羅三人擁有。
與大光帝相反，「爭魂」是闇大帝完全復活關鍵。
天龍馬/怒超鬼惡
由臥龍頑馱無所贈龍馬「白」「蒼」「紅」合體而成，可使用必殺「翔破天誅彈」
「天龍馬」名稱來自「Z」「ZZ」中活躍的戰艦阿加瑪;「怒超鬼惡」則來自「z」中泰坦斯旗艦「DOGOSSE GIAR」
「怒超鬼惡」與神明化身的「天龍馬」相反，是可以在天空飛翔的暗黑龍馬。
最強破壞砲/邪惡決壞砲
「邪惡決壞砲」，擁有與大光帝「最強破壞砲」匹敵的破壞力。
光輝之盾/暗闇之盾
「暗闇之盾」，闇大帝所持，蘊藏闇之力，擁有與大光帝「光輝之盾」匹敵的防御力，堪稱最強防具。
黑守暴穩島
大光帝與闇大帝沉睡之地，也是「赤十字星」所在。大光帝雖然與闇大帝，化成結晶鳳凰，但該島仍然充滿邪氣。在「武神輝羅鋼篇」中，更成為「百鬼夜行眾」大本營。
「黑守暴穩」名稱來自「F-91」中政治組織「死亡先鋒」（Crossbone）
不論帝惡村
弓銃壱、激鬥、全武裝三人的故鄉。位處天宮之國西南方，地上最強之戰後，成為全國發展中心。
「不論帝惡」一名來自「F-91」中主角西布頓與西西莉原本居住的殖民衛星「Frontier 4」。
爆火炉忍亞山
天宮之國南方山岳，猛者一族大本營。有一道可通往西南黑守暴穩島的秘密通道。
「爆火炉忍亞」來自「F-91」中死亡先鋒興建的「宇宙巴比倫」（Cosmo Babylonia ）

## 相關連結
SD戰國傳系列